# Calloeneis nigrans
Calloeneis nigrans is een keversoort uit de familie lieveheersbeestjes (Coccinellidae). De wetenschappelijke naam van de soort is voor het eerst geldig gepubliceerd in 1853 door Mulsant.